# Шосе 1 (Ірак)
Шосе 1 — це іракське шосе, яке тягнеться від Багдада до Камишли в Сирії. Проходить через Баакубу, Таджі, Самарру, Тікрит і Мосул.